# YoungBloodZ
YoungBloodZ – amerykańska grupa hip-hopowa z Atlanty w stanie Georgia w której skład wchodzą J-Bo (Jeffrey Ray Grigsby) i Sean P (znany również jako Sean Paul, ale zmienił swoją "ksywkę", aby nie mylono go z Jamajskim artystą reggae o tym samym pseudonimie).
W 1999 roku podpisali kontrakt z Arista Records i wydali swój pierwszy album pt. "Against Da Grain". Cztery lata później ukazał się ich drugi album "Drankin’ Patnaz". Hitem okazał się ich singiel "Damn!" z gościnnym udziałem Lil Jon'a.

## Dyskografia

### Albumy studyjne
- 1999: Against Da Grain
- 2003: Drankin’ Patnaz
- 2005: Ev’rybody Know Me
- 2006: Still Grippin’ Tha Grain: The Best Of

### Single
- 1999: "U-Way (How We Do It)"
- 2000: "85/Billy Dee (Interlude)"
- 2002: "Cadillac Pimpin'"
- 2003: "Damn!" (feat. Lil Jon)
- 2003: "Lean Low" (feat. Backbone)
- 2004: "Imma Shine Step Up"
- 2005: "Datz Me" (feat. Young Buck)
- 2005: "Presidential" (feat. Lil Jon)
- 2006: "Chop Chop"
- 2008: "Ridin' Thru Atlanta"